# Paul Smiths (New York)
Paul Smiths est une census-designated place du comté de Franklin, dans l'État de New York, aux États-Unis,. En 2020, elle compte une population de 411 habitants.